# Gora Sopka
Gora Sopka är ett berg i Antarktis. Det ligger i Östantarktis. Australien gör anspråk på området. Toppen på Gora Sopka är 579 meter över havet.
Terrängen runt Gora Sopka är platt åt nordost, men åt sydväst är den kuperad. Trakten är obefolkad. Det finns inga samhällen i närheten.